# 沙倫 (密蘇里州)
沙倫（英語：Sharon）是位於美國密蘇里州薩林縣的非建制地區。

## 歷史
沙倫的郵局於1888年設立，其後於1903年停運。

## 地理
沙倫所處的海拔為高於海平面229米（即751英呎），而該地所採用的時區為UTC-6，即北美中部時區（CST）。同時該地設有夏令時間，為UTC-6調快一小時，即UTC-5（CDT）。